# Lepanthes pleurorachis
Lepanthes pleurorachis är en orkidéart som beskrevs av Carlyle August Luer. Lepanthes pleurorachis ingår i släktet Lepanthes och familjen orkidéer. Inga underarter finns listade i Catalogue of Life.